# 佐々木クリス
佐々木 クリス（ささき クリス、1980年12月24日 - ）は、日本のバスケットボールアナリスト・解説者で、元プロバスケットボール選手。アメリカ合衆国ニューヨーク生まれ、東京都出身。現役時代のポジションはガード。

## 概要
2017-18シーズンからB.LEAGUE公認アナリストとして活動中。
所属事務所はボイスワークス。
元プロバスケットボール選手であり、bjリーグの千葉ジェッツや東京サンレーヴスに所属していた。
また、元ヒップホップミュージシャンでありDJ MASTERKEYが運営するレーベル「THE LIFE ENTERTAINMENT.」より2003年にavex traxでデビューした。

## 略歴・人物

### 経歴
父は日本人、母はアメリカ人。ニューヨークで生まれ、4歳半より東京で育つ。家では英語で会話するという家庭内のルールにより、バイリンガルであり、英語と日本語を話す。
幼少の頃は、甲子園を目指す野球少年であったが、桜美林高校時代にバスケットに転向。
(学友と共に文化祭でDJパフォーマンスを行うなど音楽への取り組みもこの頃からスタートしている)
青山学院大学在学中には、新人戦、インカレ、関東トーナメント優勝、全日本学生選手権優勝の経歴を持ち、日本初のプロ・ストリート・バスケットチーム「FAR EAST BALLERS」の基盤を作った。ファッションモデルとしても活動していた。

### プロバスケットボール選手として
バスケットボール競技者としては「FAR EAST BALLERS」、「LEGEND」を経て一時芸能活動に専念するため競技から離れたが、その後ストリートボールの「HOOPERS」にて競技復帰。2011年にbjリーグ合同トライアウトに参加し、千葉ジェッツにドラフト外で入団した。入団後も芸能活動は継続し、選手と芸能活動の両立をしており、また後述する『ハピはぴ・モーニング〜ハピモ〜』（千葉テレビ放送）などでチーム紹介企画を行うなどチームの広告塔の役割をしていた。
千葉ジェッツで過ごした2011年-2012年シーズンは出場機会に恵まれずシーズン52試合中11試合に出場、出場時間17分に留まり、このシーズン限りで退団。2012年シーズンからは東京サンレーヴスと選手契約を結んだ。。この年、チームとしては18勝32敗の8位に終わったものの、クリス個人は全試合に出場し、出場時間も合計829分に伸ばした。
同シーズン終了後、サンレーヴスとの契約満了に伴い現役を引退した。
2017年9月6日、B.LEAGUEアナリストに就任。

### リポーターとして
千葉ジェッツ入団前よりリポーターとして芸能事務所ボイスワークスに所属。WOWOWがNBA中継を始めるにあたり同時通訳として採用され、2011-12シーズンから毎年ファイナルの現地試合会場でのリポートを担当した。

### 解説者として
解説者としては、WOWOWでのNBA中継3年目より実績を積み、NBAだけでなくB.LEAGUE中継においても秋田朝日放送、テレビ岩手、NHK宇都宮・秋田・千葉放送局、TOKYO MX、ニッポン放送でも担当した。
2018-19シーズンよりNHK-BSでのB.LEAGUE中継でも解説を始める。NBA中継の解説はWOWOWで4シーズン担当した後、2018-19シーズンよりRakuten TVのRakuten NBA Specialにて担当中。

### 歌手として
母の影響により、いろいろなジャンルの洋楽を聴いて育った。様々な人種が混在するアメリカとは違い、日本という単一的思考の中で「自分は何者なのだろう？」「何をするために生まれてきたのだろう？」という疑問が少年時代に燻り出す。自然とノリがよく真理を追求するラップ音楽へと傾倒し、高校生の頃から英語でのリリックを書き始める。その後日本語ラップを探求し、現在発表されているアルバムは大半が日本語である。大学3年の時にDJ MASTERKEYと出会い、表現者としての活動をスタート。
デビュー曲「Ballerの章号」＜テレビ東京系バスケアニメ「DEAR BOYS」エンディングテーマ＞ では、CHRIS本人も登場。
アルバム「LENNON」（本名のミドルネーム“Lennon”をタイトルにする。John Lennon好きの父が命名）より、セルフ・プロデュースも手がけた。「Moon and the Sun（feat. DJ KAORI）」
その姿勢やルックス（母方の白人との混血）により、アフリカン・アメリカンのHIP HOPアーティストには「和製エミネム」と評されていたこともあった。

## メディア
- MTV US TOP20（MTV JAPAN） - VJ
- MTV Video Music Awards Japan（MTV JAPAN） - MC（外国人アーティストに対する英語インタビュー、通訳）
- ハピはぴ・モーニング〜ハピモ〜（2011年4月 - 、千葉テレビ放送）毎週月曜日「クリスのコレミテ」 - リポーター
- NBA（WOWOW） - 解説者、ファイナル現地リポーター（2012年～2018年）
- 熱血解剖!B.LEAGUE→熱血バスケ（NHK BS1）[13]（2017年11月6日～） - 解説者
- Rakuten NBA Special（Rakuten TV） - 解説者
- 週刊NBA（Rakuten TV）
- 俺達のNBA（Rakuten TV）
- バスケットボール評論 佐々木クリスの目（スポーツ報知）

## ディスコグラフィ

### ミニアルバム
Love me or not（2003年7月30日）2004年9月29日DVD付きで再発

### アルバム
暁けの明星（2004年9月29日）
LENNON（2007年6月6日）

### MIX CD
「The Definition vol.1」 Mixed by DJ TAZ （SOLD OUT）
「The Definition vol.2」Mixed by DJ AGETETSU（2008年2月12日Mix CD公式サイトのみの流通・限定版で再発）
「Diamond City Collection」Mixed by DJ TAZ （2008年1月25日）

### 参加作品
DJ MASTERKEY「THE ADVENTURES OF DADDY'S HOUSE」（2006年6月7日）‐ DISC2:HOLIDAY feat.CHRIS & AI
MIC BANK「Welcome to Mic Bank」（2006年9月6日）‐ 12.tomorrow feat.CHRIS
65SYNDICATE「UNDERGROUND」（2007年2月21日）‐ 煙MC 2006 feat.HYENA、MIC PRESIDENT、6186、CHRIS、黒弧DAILL、光成、志士丸、COOL
BUZZER BEATS「Just The Beginning」（2008年5月14日）‐ 「The Alchemist Theory」 with CHRIS